# Prawo Bradforda
Prawo Bradforda – zasada głosząca, że w każdej dziedzinie nauki istnieje pewien dość nieliczny zestaw najważniejszych czasopism, w których jest drukowana znaczna liczba (ok. 1/3) spośród wszystkich wartościowych publikacji z danej dziedziny.

## Historia
Prawo to zostało zaproponowane w 1934 roku przez bibliotekarza Science Museum w Londynie – Samuela C. Bradforda, który obserwował przez całe lata, że pewna część czasopism naukowych jest bardzo często wypożyczana i czytana, zaś pozostałe stoją cały czas na półkach i pokrywa je kurz. W ramach oszczędności zaproponował on dyrekcji Science Museum, aby analizować rejestr czytelnictwa czasopism naukowych w jego bibliotece i na tej podstawie co roku decydować, które czasopisma prenumerować dalej, a które przestać.
System ten przyjął się w wielu bibliotekach naukowych, które stosują system Bradforda do podejmowania decyzji o zakupach prenumerat czasopism. 
Swoistą odmianą tego systemu w skali globalnej jest lista Impact factor prowadzona przez Instytut Filadelfijski.
Bradford twierdził, że jeżeli zbierzemy czasopisma zawierające artykuły na jakiś temat, to możemy wyróżnić jądro zawierające najmniejszą liczbę czasopism specjalistycznych oraz kolejne strefy zawierające większą liczbę czasopism, których ogólna tematyka tylko częściowo lub wcale będzie związana z rozpatrywanym zagadnieniem, jednakże w każdej ze stref będzie znajdowało się tyle samo artykułów na dany temat, co w jądrze.